# Автошлях Р 58
Автошля́х P 58 — автомобільний шлях регіонального значення на території України, довжиною 8,2 км, пролягає від Севастополя до бухти Комишова.